# Diktys
Diktys (altgriechisch Δίκτυς Díktys, deutsch ‚der Netzmann‘) ist in der griechischen Mythologie ein Fischer auf der Insel Seriphos und Bruder des Königs Polydektes, der von Perseus zu dessen Nachfolger bestimmt wird.
Dies geschieht, weil Diktys einerseits Perseus und seine Mutter Danaë aus der Kiste (oder Arche) rettete, als sie auf Seriphos an Land gespült wurde und beide bei sich aufnahm, andererseits, weil er in der Abwesenheit des Perseus – dieser hatte sich angeboten, Polydektes das Haupt der Gorgo Medusa zu bringen – Danaë vor den Nachstellungen seines Bruders beschützt hatte.
Karl Kerényi bringt die beiden ungleichen Brüder – bzw. Halbbrüder über die gemeinsame Mutter – in eine enge Beziehung, denn Polydektes ist „der Viel-Empfänger“. Was der eine aus dem Meer fischt, bekommt der andere. Diktys widersetzt sich im Falle Danaës jedoch – und wird von Perseus schließlich erhöht.